# Saison 9 de Danse avec les stars
 (septembre 2021).
La neuvième saison de l'émission française de divertissement Danse avec les stars a été diffusée du 29 septembre 2018 au 1er décembre 2018 sur TF1. Elle a été animée par Camille Combal et Karine Ferri.
L'émission a été remportée par le comédien Clément Rémiens, aux côtés de la danseuse Denitsa Ikonomova

## Participants
Lors de cette saison 9 de Danse avec les stars, 11 couples formés d'une star et d'un danseur professionnel se sont affrontés. Il y avait 11 célébrités : 6 hommes et 5 femmes, soit une célébrité de plus que lors de la saison précédente.
| Personnalité    | Occupation                                                    | Partenaire         | Statut                         |
| --------------- | ------------------------------------------------------------- | ------------------ | ------------------------------ |
| Clément Rémiens | comédien                                                      | Denitsa Ikonomova, | Vainqueur le 1er décembre 2018 |
| Iris Mittenaere | Miss France 2016, Miss Univers 2016, animatrice de télévision | Anthony Colette    | Deuxième le 1er décembre 2018  |
| Terence Telle   | mannequin, photographe                                        | Fauve Hautot       | Troisième le 24 novembre 2018  |
| Héloïse Martin, | comédienne                                                    | Christophe Licata, | éliminée le 17 novembre 2018   |
| Pamela Anderson | actrice, mannequin                                            | Maxime Dereymez,   | éliminée le 8 novembre 2018    |
| Jeanfi Janssens | humoriste, comédien                                           | Marie Denigot      | éliminé le 3 novembre 2018     |
| Basile Boli,    | ancien footballeur                                            | Katrina Patchett   | éliminé le 27 octobre 2018     |
| Lio             | chanteuse, actrice                                            | Christian Millette | éliminée le 20 octobre 2018    |
| Vincent Moscato | ancien rugbyman, comédien, humoriste, animateur de radio      | Candice Pascal     | éliminé le 13 octobre 2018     |
| Anouar Toubali  | comédien                                                      | Emmanuelle Berne   | éliminé le 6 octobre 2018      |
| Carla Ginola    | mannequin, blogueuse                                          | Jordan Mouillerac  | éliminée le 6 octobre 2018     |

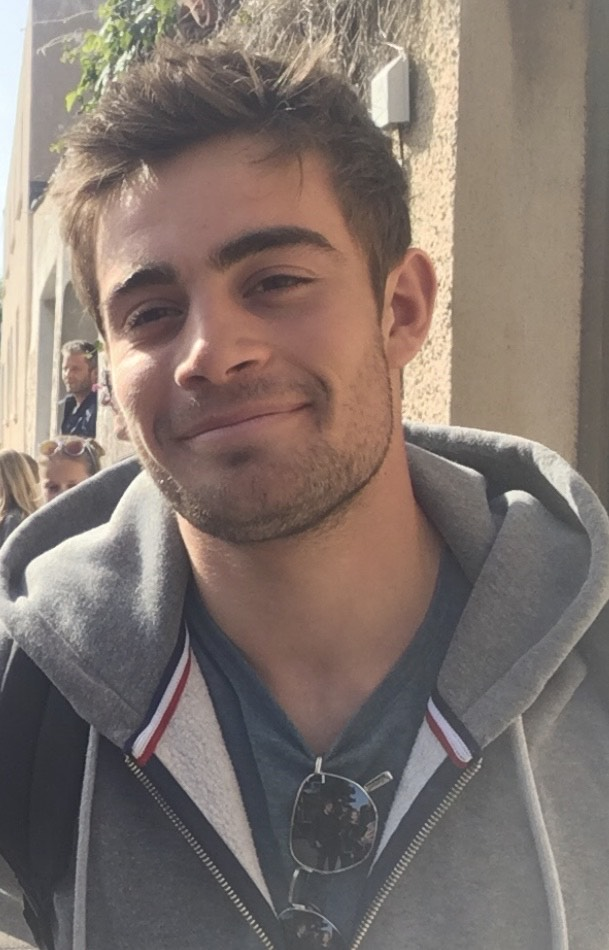
Clément Rémiens
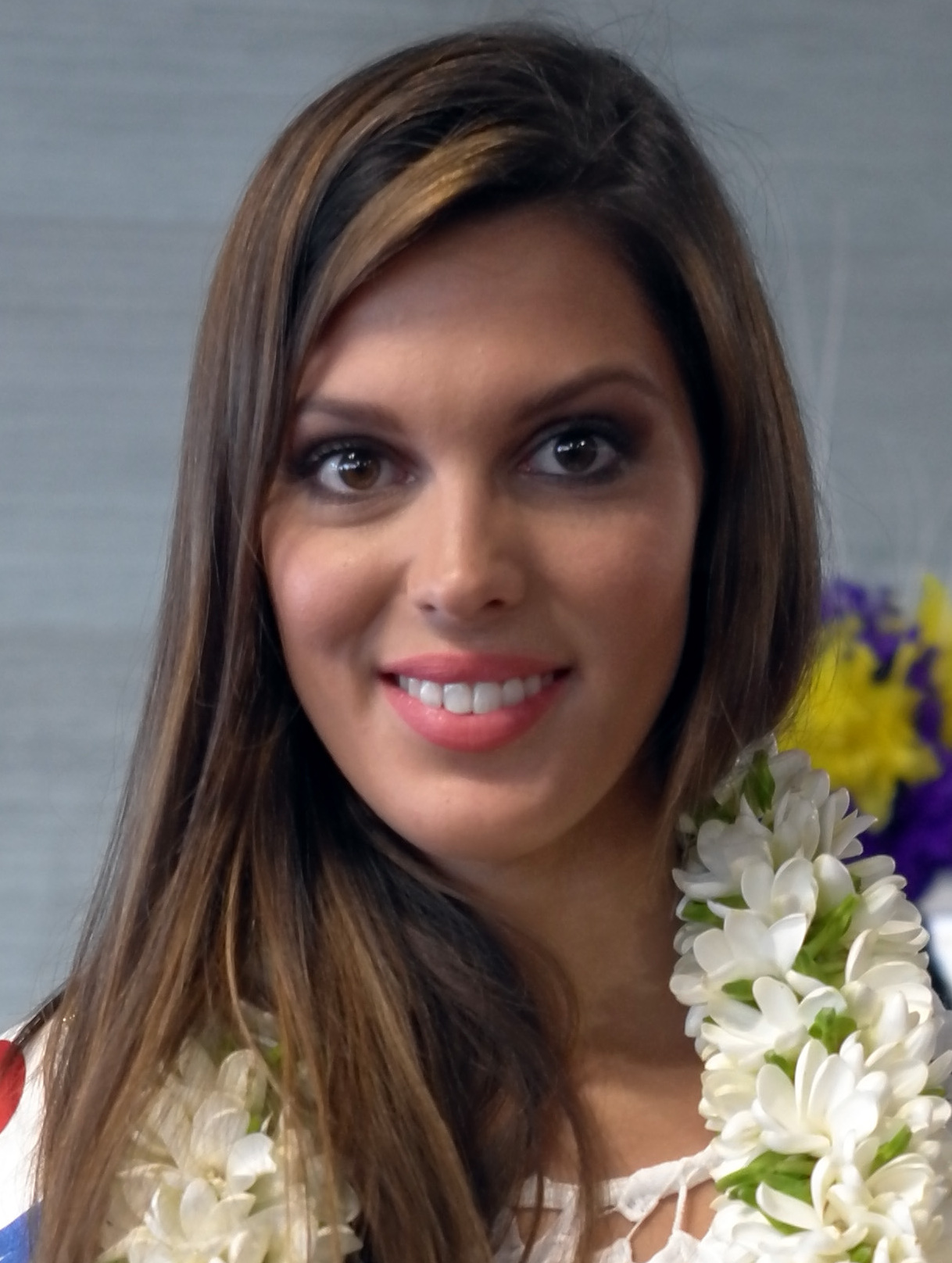
Iris Mittenaere
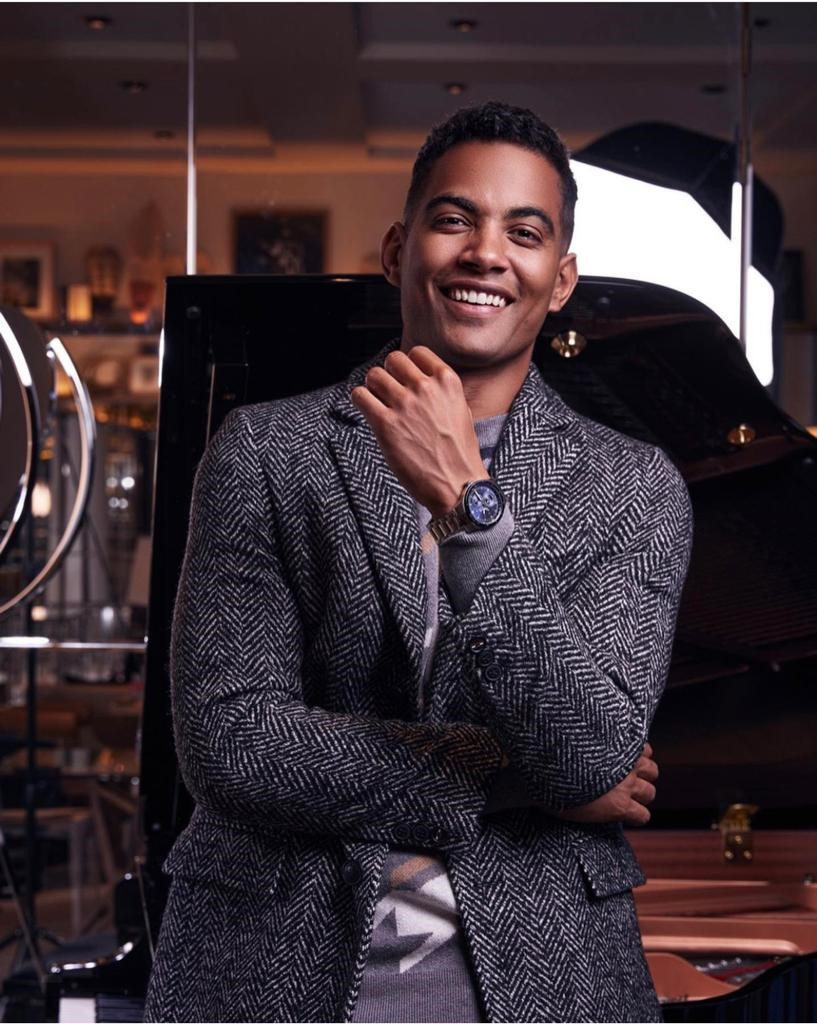
Terence Telle
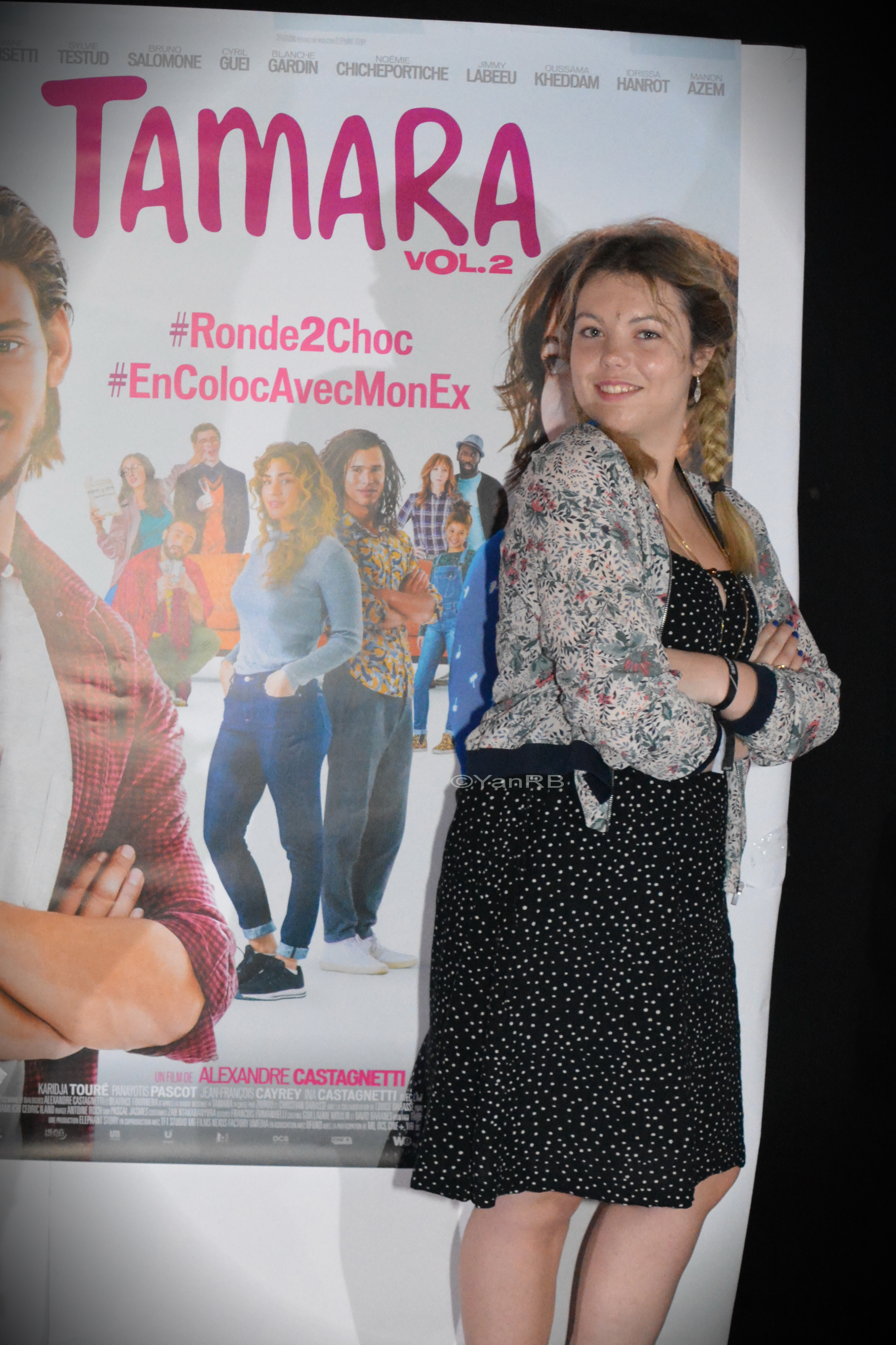
Héloïse Martin
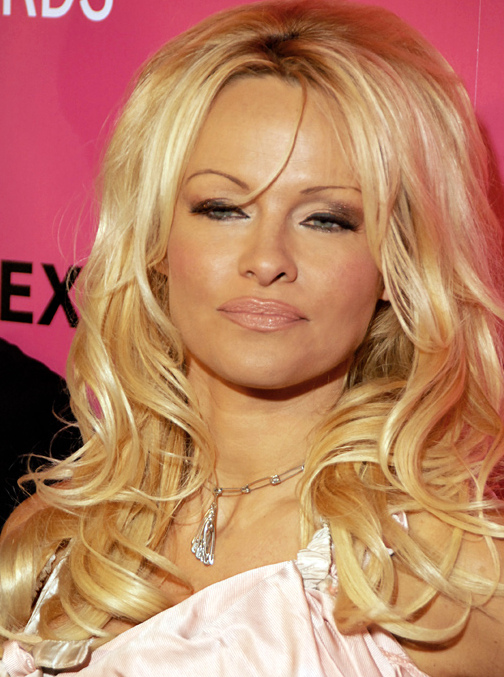
Pamela Anderson
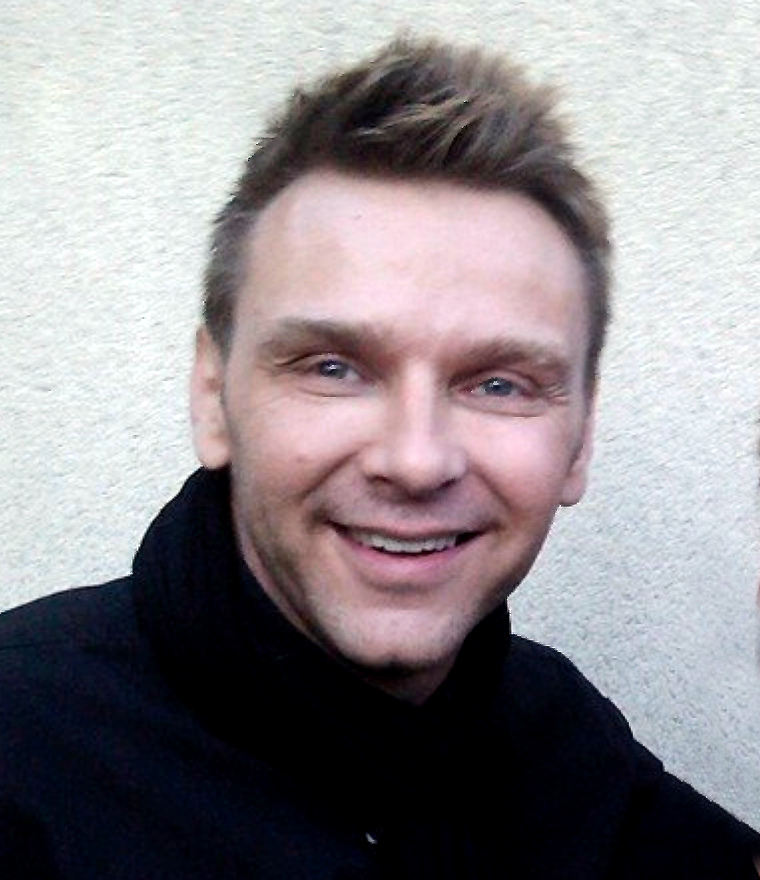
Jeanfi Janssens
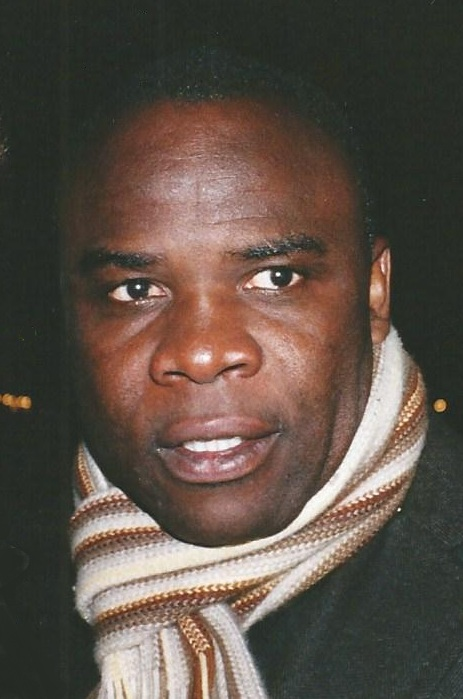
Basile Boli
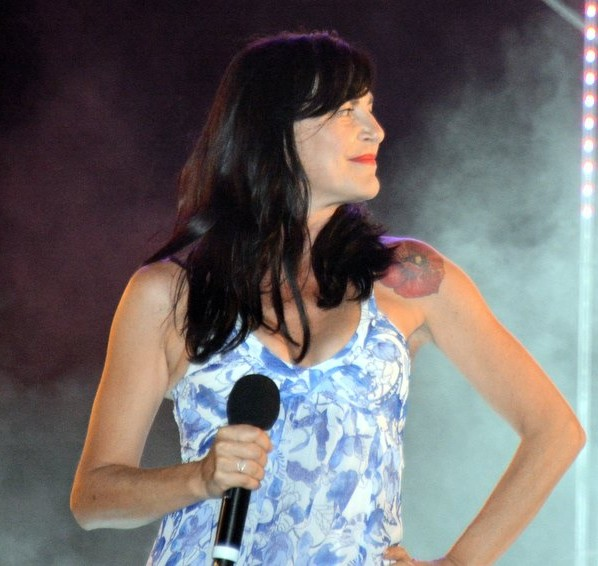
Lio
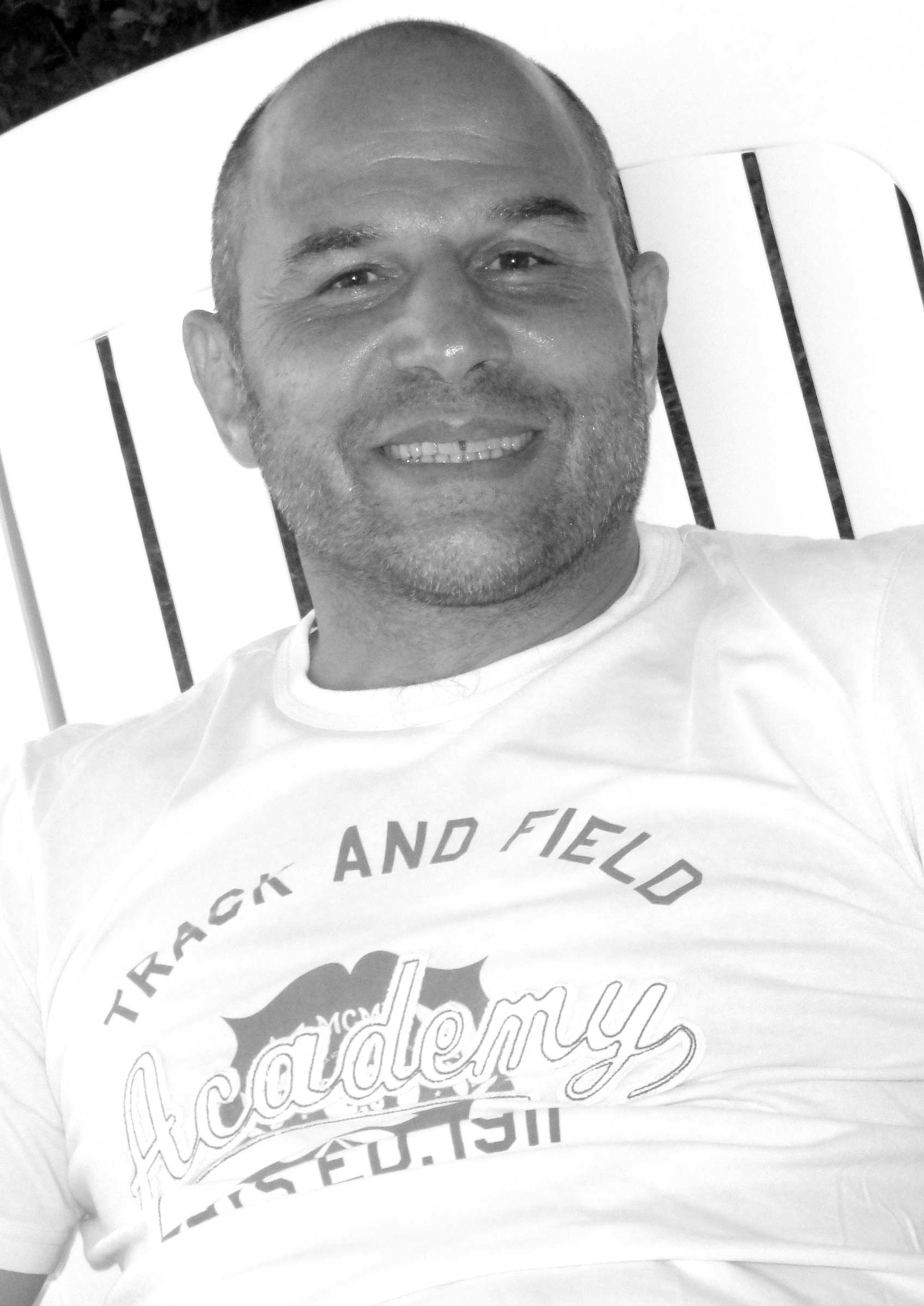
Vincent Moscato

## Invités musicaux
- 27 octobre 2018 : Vincent Niclo – Tango.
- 3 novembre 2018 : Jenifer – Notre idylle.
- 8 novembre 2018 : Salif Lasource – Black or White.
- 17 novembre 2018 : Zazie – Speed.
- 24 novembre 2018 : Michel Sardou  – Medley (Je viens du sud, Chanteur de jazz, Une fille aux yeux clairs)
- 1er décembre 2018 : Shy’m – Medley (Femme de couleur, Je sais, L’Effet de serre, Mayday et Et alors !)[22]
- 1er décembre 2018 : Patrick Bruel - Pas eu le temps

## Autour de l'émission

### Présentation

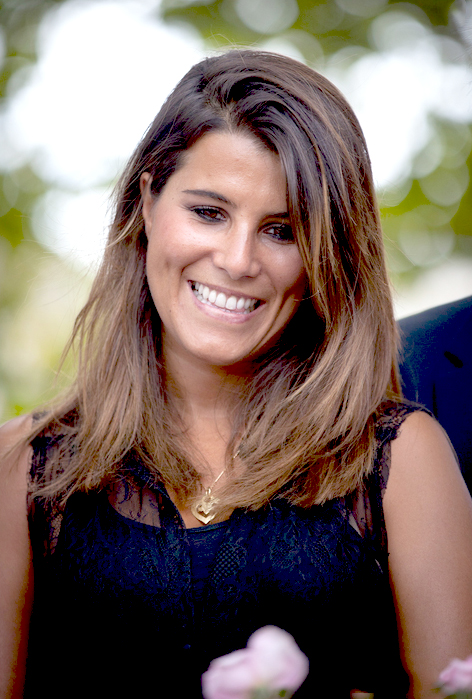
Karine Ferri

Cette saison est la première sans Sandrine Quétier qui, après avoir présenté les huit premières saisons, a annoncé son départ de la chaîne après la finale de la saison précédente.
Le 20 juin 2018, TF1 annonce que c'est l'animateur Camille Combal, fraîchement débarqué sur TF1, qui animera l'émission.
Le 27 juillet 2018, l'animatrice Karine Ferri sa présence pour co-animer l'émission, dans une interview donnée à Télé 7 jours. Karine Ferri avait participé à l'émission en tant que candidate en 2016 lors de la saison 7 : associée au danseur Yann-Alrick Mortreuil, elle avait terminé quatrième. Elle avait ensuite co-présenté le sixième prime de la saison 8 le 18 novembre 2017.

### Jury
Côté jury, le 21 juin 2018, le danseur étoile Patrick Dupond annonce sa présence en tant que nouveau juré de l'émission. Il remplace Nicolas Archambault.
TF1 annonce également que Fauve Hautot, qui faisait partie des danseurs professionnels de l'émission durant les cinq premières saisons avant d'intégrer le jury à partir de la saison 6, quitte son poste de juge : elle retourne danser sur la piste, avec un candidat,. Pour la remplacer, TF1 fait appel à la chanteuse Shy'm, qui a déjà été juge lors des saisons 3 et 4, après avoir été candidate et gagnante de la saison 2.

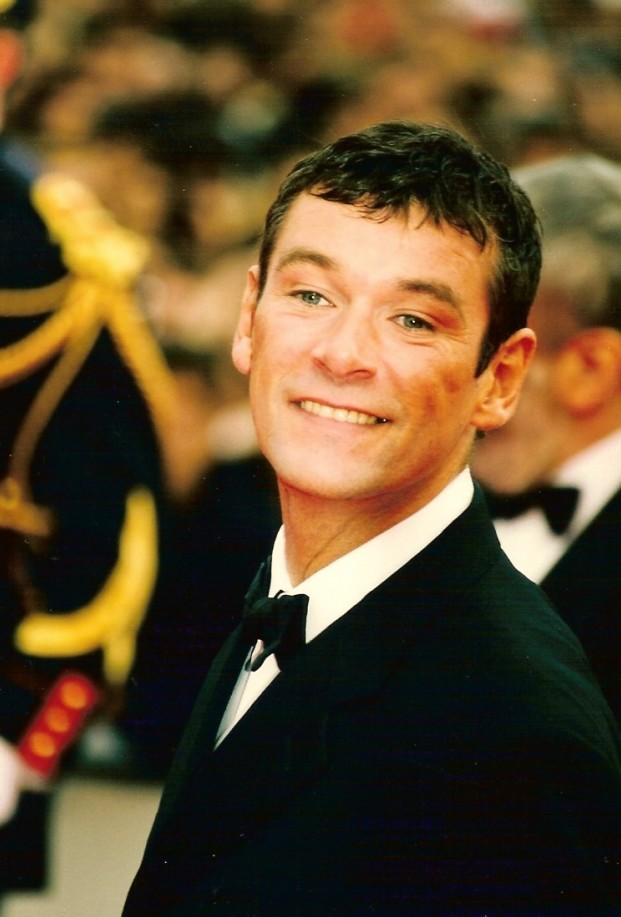
Patrick Dupond
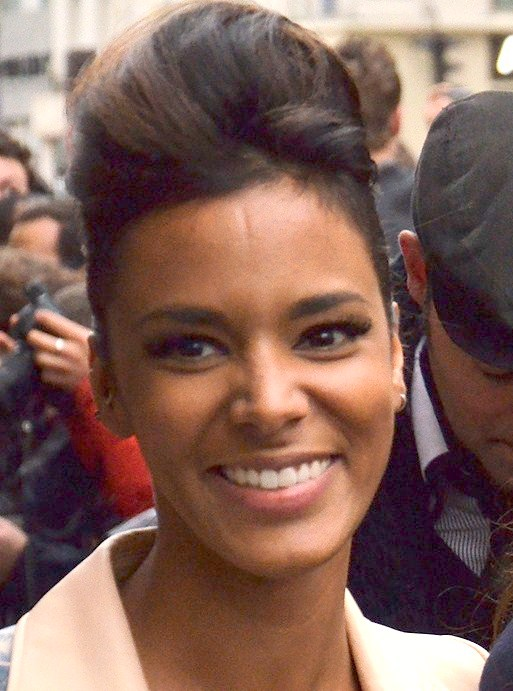
Shy'm

### Danseurs professionnels

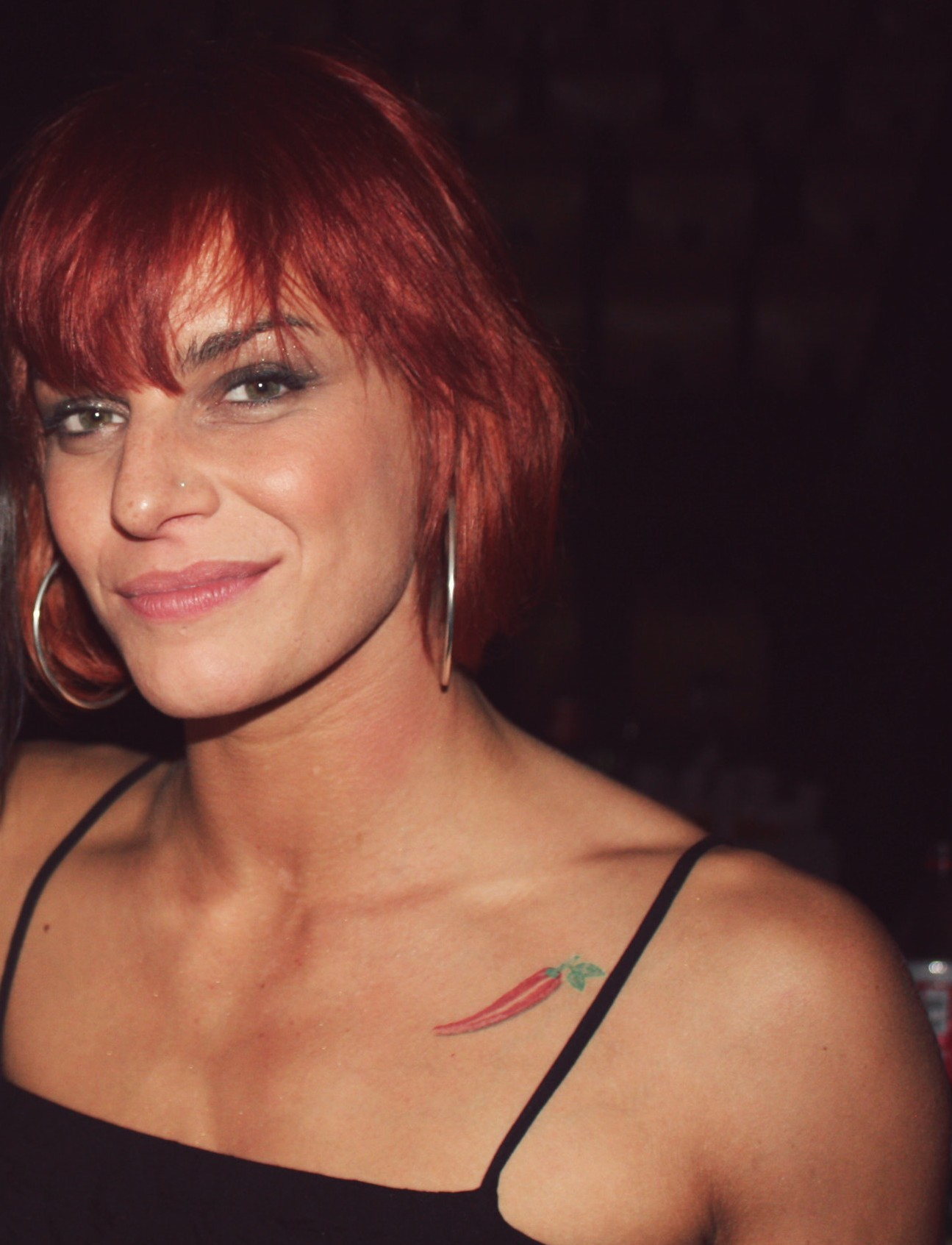
Fauve Hautot

La danseuse Hajiba Fahmy ne participe pas à l'émission cette année, remplacée par Emmanuelle Berne, qui fait son retour après avoir été absente lors de la saison précédente.
Fauve Hautot, qui faisait partie du jury depuis la saison 6, quitte son poste de juge et retourne danser sur la piste,.
La danseuse Denitsa Ikonomova gagne pour la quatrième fois le trophée de l'émission. Elle est à ce jour la seule partenaire professionnelle à avoir remporté plusieurs fois la compétition, dont trois fois consécutivement (saison 5 avec Rayane Bensetti, saison 6 avec Loïc Nottet, saison 7 avec Laurent Maistret).

### Déroulement
Cette saison connaît un retour aux éléments des premières saisons de l'émission : elle voit le retour de l'épreuve du Face-à-face à la fin de chaque prime, ce qui n'avait pas eu lieu depuis la saison 5 (à l'exception des demi-finales). C'est aussi le retour des épreuves du Marathon de la danse et du Mégamix, qui n'avaient pas eu lieu depuis la saison 5.
Pour autant, cette saison innove aussi dans d'autres éléments : c'est la première saison lors de laquelle la production a décidé d'abandonner la distinction note artistique / note technique, pour privilégier une unique note globale. C'est également la première saison où la finale est considérablement modifiée : elle oppose les deux derniers candidats au lieu de trois (le troisième est éliminé en demi-finale) ; les deux finalistes Clément Rémiens et Iris Mittenaere dansent une fois ensemble ; les juges ne notent aucune danse et le résultat final est laissé au public ; il n'y a pas de duel final freestyle ; et deux autres candidats éliminés dansent à nouveau une dernière fois (Pamela Anderson et Vincent Moscato), dont l'un avec le présentateur Camille Combal.
C'est enfin la première fois, depuis le début du programme, que des candidats (Pamela Anderson lors du prime 4, Terence Telle lors du prime 6) déclarent forfait à cause d'une blessure lors des entraînements hebdomadaires. Le règlement international de Danse avec les stars autorise un seul forfait médical par candidat lors de la compétition : au deuxième forfait, le candidat est éliminé de la compétition. Le cas s'est déjà présenté plusieurs fois à l'étranger, notamment lors des versions britannique et américaine de l'émission.